# 파노아드리아노
파노아드리아노(이탈리아어: Fano Adriano)는 이탈리아 아브루초주 테라모도에 위치한 코무네다. 그란산소 에 몬티델라라가 국립공원에 위치한다.